# Charles Morren
Charles Morren (28 febbraio 1992) è un calciatore belga, centrocampista dello Swift Hesperange.